# Muisspinnen

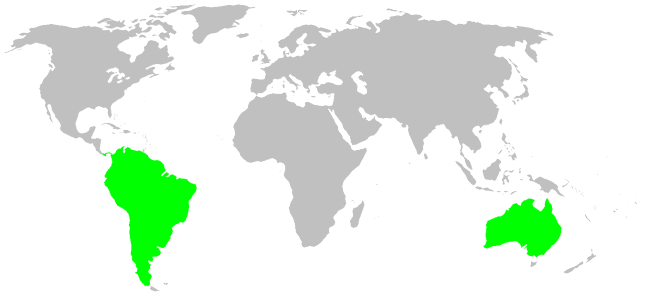
Verspreidingsgebied van de muisspinnen.

De muisspinnen (Actinopodidae) vormen een familie van spinnen. De familie telt 3 beschreven geslachten en 41 soorten. Ze komen enkel voor in Australië, Zuid-Amerika en Midden-Amerika. De muisspinnen zijn potentieel gevaarlijk, omdat ze een neurotoxisch gif bezitten.

## Taxonomie
- Geslacht Actinopus Perty, 1833
- Geslacht Missulena Walckenaer, 1805
- Geslacht Plesiolena Goloboff & Platnick, 1987

## Soorten
Voor een overzicht van de geslachten en soorten behorende tot de familie zie de lijst van muisspinnen.